# Raatosaari (ö i Norra Karelen, Mellersta Karelen, lat 61,90, long 29,97)
Raatosaari är en ö i Finland. Den ligger i sjön Pyhäjärvi och i kommunen Kides i den ekonomiska regionen  Mellersta Karelens ekonomiska region  och landskapet Norra Karelen, i den sydöstra delen av landet, 300 km nordost om huvudstaden Helsingfors. Öns area är 5,1 hektar och dess största längd är 480 meter i sydöst-nordvästlig riktning.